# Beresa (Schostka)
Beresa (ukrainisch Береза; russisch Берёза Berjosa) ist ein Dorf im Norden der ukrainischen Oblast Sumy mit etwa 1300 Einwohnern.

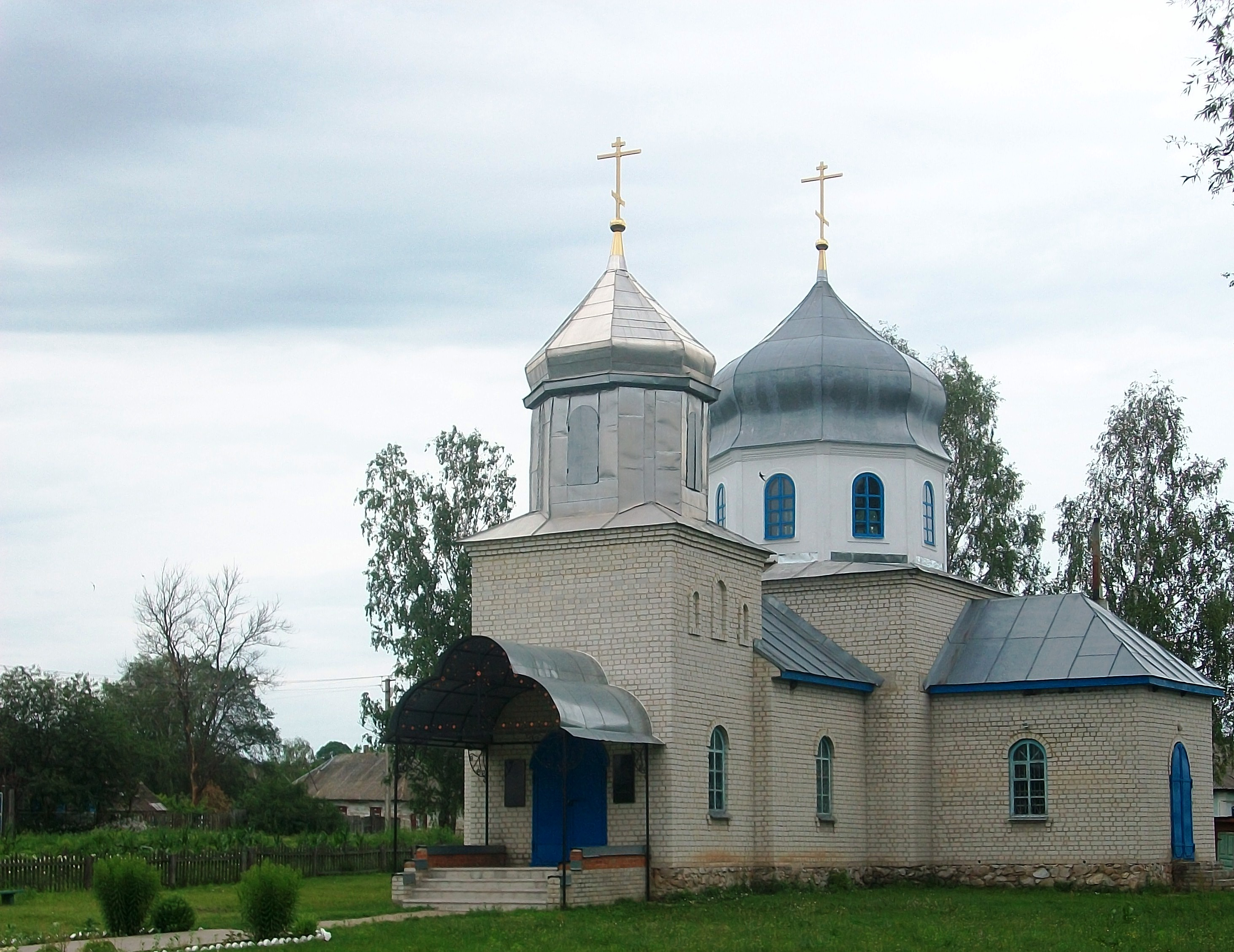
Kirche im Ort

Das Dorf wurde Anfang des 17. Jahrhunderts zum ersten Mal schriftlich erwähnt und liegt an der ukrainischen Regionalstraße R-65, 31 Kilometer südöstlich der Rajonshauptstadt Schostka und 112 Kilometer nordwestlich der Oblasthauptstadt Sumy, das ehemalige Rajonszentrum Hluchiw befindet sich 6 Kilometer südlich.

## Verwaltungsgliederung
Am 25. August 2015 wurde das Dorf zum Zentrum der neugegründeten Landgemeinde Beresa (Березівська сільська громада/Beresiwska silska hromada). Zu dieser zählen auch die 19 in der untenstehenden Tabelle aufgelisteten Dörfer sowie die Ansiedlung Esman, bis dahin bildete es die gleichnamige Landratsgemeinde Beresa (Березівська сільська рада/Beresiwska silska rada) im Norden des Rajons Hluchiw.
Am 17. Juli 2020 kam es im Zuge einer großen Rajonsreform zum Anschluss des Rajonsgebietes an den Rajon Schostka.
Folgende Orte sind neben dem Hauptort Beresa Teil der Gemeinde:
| Name                     | Name         | Name                              |
| ukrainisch transkribiert | ukrainisch   | russisch                          |
| ------------------------ | ------------ | --------------------------------- |
| Dolyna                   | Долина       | Долина (Dolina)                   |
| Esman                    | Есмань       | Эсмань                            |
| Horile                   | Горіле       | Горелое (Goreloje)                |
| Huta                     | Гута         | Гута (Guta)                       |
| Iwaschtschenkowe         | Іващенкове   | Иващенково (Iwaschtschenkowo)     |
| Klotschkiwka             | Клочківка    | Клочковка (Klotschkowka)          |
| Krywenkowe               | Кривенкове   | Кривенково (Kriwenkowo)           |
| Kuschkyne                | Кушкине      | Кушкино (Kuschkino)               |
| Massensiwka              | Масензівка   | Месензовка (Messensowka)          |
| Narbutiwka               | Нарбутівка   | Нарбутовка (Narbutowka)           |
| Obloschky                | Обложки      | Обложки (Obloschki)               |
| Odradne                  | Одрадне      | Отрадное (Otradnoje)              |
| Persche Trawnja          | Перше Травня | Перше Травня                      |
| Perwomajske              | Первомайське | Первомайское (Perwomaiskoje)      |
| Popiwschtschyna          | Попівщина    | Поповщина (Popowschtschina)       |
| Schakutiwschtschyna      | Шакутівщина  | Шакутовщина (Schakutowschtschina) |
| Schalkiwschtschyna       | Жалківщина   | Жалковщина (Schalkowschtschina)   |
| Schewtschenkowe          | Шевченкове   | Шевченково (Schewtschenkowo)      |
| Semljanka                | Землянка     | Землянка                          |
| Slout                    | Слоут        | Слоут                             |